# Georgia Anderson
Georgia Anderson (nacida en La Spezia) es una abogada y emprendedora italoestadounidense y propietaria del bufete de abogados Law Office of Georgia Anderson, con base en Los Ángeles (California).

## Biografía
Anderson nació y creció en La Spezia (Italia). Estudió en la Facultad de Jurisprudencia de la Universidad de Pisa, donde se licenció en Derecho en 2004. Continuó sus estudios en Loyola Law School, en los Estados Unidos, y obtuvo un máster en Derecho en 2014, centrándose principalmente en los daños personales.

## Carrera
Comenzó su carrera como asesora de comercio de materias primas para Futures and Forex, una empresa de comercio de divisas con sede en Encino (California). Durante su tiempo de comercio en Wall Street, Anderson fue autora y editora de varios comentarios regulares sobre el mercado, como el "Análisis técnico para el comercio diario de divisas y futuros". Mientras seguía trabajando como asesora de comercio de materias primas, Anderson apareció en el número de mayo de 2009 de Playboy, donde aparecía en su nueva edición "'Women of Wall Street'". Continuando con su carrera de abogada, Anderson fue admitida en el Colegio de Abogados de California en diciembre de 2017. Anderson centra su práctica principalmente en lesiones personales, negligencia médica y derecho de familia.